# زاك فولتون
زاك فولتون (بالإنجليزية: Zach Fulton)‏ هو لاعب كرة قدم أمريكية أمريكي، ولد في 23 سبتمبر 1991 في هوموود في الولايات المتحدة.

## وصلات خارجية
- زاك فولتون على موقع مرجع كرة القدم المحترفة.كوم (الإنجليزية)